# Carlos I de Bourbon (cardeal)
Carlos I de Bourbon (22 de setembro de 1523 - 9 de maio de 1590), proclamado rei de França como Carlos X pela Liga católica, cardeal de Vendôme, foi um príncipe de sangue francês da Casa de Bourbon. Ao longo da sua carreira eclesiástica, torna-se abade de mais de vinte abadias. A acumulação destes benefícios faz dele um dos mais ricos príncipes da Europa
Dotado de carácter e de inteligência, foi um personagem importante das Guerras religiosas na França. Em 1585, a Liga católica impõe-no ao rei Henrique III de França como herdeiro da coroa de França no lugar do seu sobrinho protestante, o futuro Henrique IV de França. Aquando dos Estados Gerais de 1588-1589, em Blois, ele é detido por ordem do rei. Com a morte deste último, estando ele ainda detido, é reconhecido pelos membros da Liga como o único e legítimo rei de França, sendo proclamado pelo Parlamento de Paris sob o nome de  « Carlos X » em 1589.
Morre no ano seguinte com a idade de sessenta anos.

## Família
Nascido a 22 de setembro de 1523 em La Ferté-sous-Jouarre, era filho de Carlos de Bourbon, Duque de Vendôme e da sua esposa, Francisca de Alençon, Duquesa de Beaumont. O seu irmão mais velho era António de Bourbon, pai de Henrique IV de França. E um dos seus irmãos mais novos foi Luís I, Príncipe de Condé.
Era também sobrinho-neto do Cardeal Carlos II, Duque de Bourbon (1476), sobrinho do Cardeal Luís de Bourbon-Vendôme (1517) e tio do Cardeal Charles II de Bourbon-Vendôme (1583), Outro cardeal da família foi Luís II, Duque de Vendôme (1667).
Teve um filho ilegítimo, Nicolau Poulain.

## Biografia

### Início de carreira
Ele inicia a sua carreira como clérigo na Catedral de Meaux. Foi eleito Bispo de Nevers em 5 de julho de 1540, mas resigna ao lugar a 5 de maio de 1546. Transferido para o bispado de Saintes em 23 de janeiro de 1544, resigna também a este último posto a 19 de março de 1550.

### Cardinalato
É ordenado Cardeal no consistório de 9 de janeiro de 1549 pelo Papa Paulo III, recebe o título de São Sisto em 25 de janeiro de 1549. Participa no conclave de 1549/1550 que elege o Papa Júlio III.
Pela morte de Martín de Saint-André, é designado administrador do bispado de Carcassonne de 9 de março de 1550 a 15 de dezembro de 1553. Retoma essa posição a 4 de outubro de 1565 onde permanece até 1567. A 3 de outubro de 1550, é promovido a Arcebispo de Ruão cargo onde permanece até falecer. Na mesma época é nomeado Abade comendador da Abadia de Saint-Ouen de Ruão.
Em 1551, é nomeado tenante-general do governo de Paris e da Île-de-France.
Participa nos conclaves de 1555, o primeiro que elege Marcelo II, e o segundo que elege Paulo IV.
É nomeado Abade comendador da Abadia de Notre-Dame du Tronchet de 1556 à 1558, da Abadia de Corbie, a partir de 1557 e da Abadia de Saint-Wandrille de Fontenelle de 1569 à 1578, bem como da Abadia de Bourgueil.
Não participa no conclave de 1559 que elegeu Pio IV. A 15 de janeiro de 1561, torna-se cardeal de São Crisógono. Em contrapartida, está presente nos Estados Gerais de 1560, em Orleães.
Assiste ao famoso Colóquio de Poissy de 1561, organisado por Michel de L'Hospital. A partir de 1562, torna-se abade comendador de Saint-Germain-des-Prés.
Em 1556, acompanha o rei Carlos IX de França na sua viagem a Baiona. Nesse ano, torna-se legado papal em Avinhão. Volta a não participar no conclave de 1565/1566 que elege Pio V.
A 26 de agosto de 1569, administra a Diocese de Beauvais. A esse título, torna-se Conde e Par de França. Ele resigna a 24 de agosto de 1575 e não participa no conclave de 1572 que elege Gregório XIII.
Em 1573, os laicos pretendiam abolir os privilégios universitários, mas a intervenção do Cardeal de Bourbon, viria a salvaguardar esses direitos. Em 1574, torna-se Abade comendador de Jumièges e, já em 1580, preside à Assembleia geral do Clero de França, em Melun. Não participa no conclave de 1585 que elege Sixto V.
Preside ao Concílio de Ruão de 1581.

### As guerras de religião

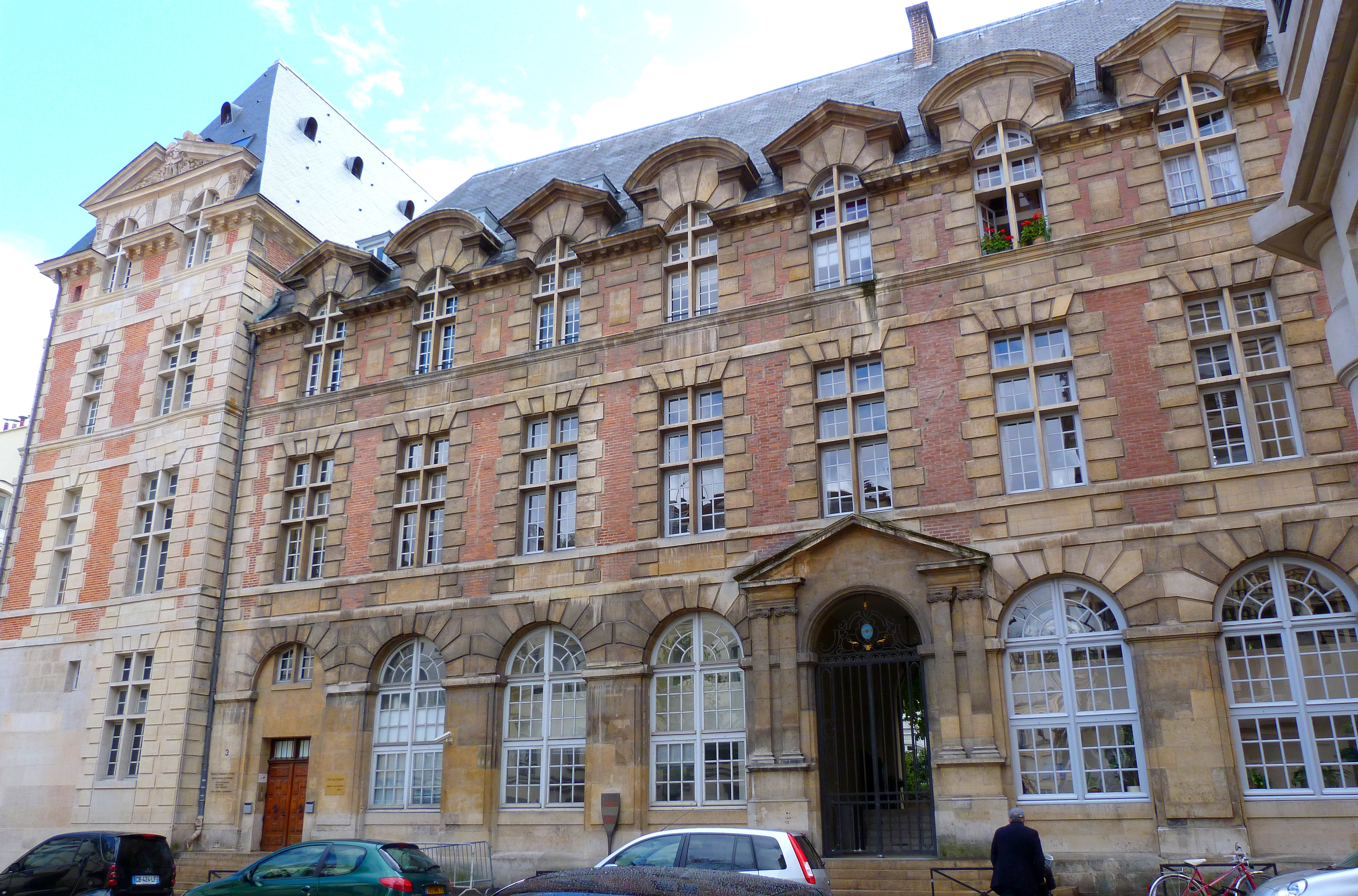
O palácio que o Cardeal fez construir na Abadia de Saint-Germain-des-Prés (Paris).

Durante as guerras de religião, ficou dividido entre a sua  fidelidade ao Pape e a defesa da sua família que, em parte, se convertera ao protestantismo. Apoia a luta contra a nova religião e empreendeu, por vezes com sucesso, manter no catolicismo os príncipes da sua família.
No seio da coroa, ele ocupa uma posição frágil dada a adesão dos seus irmãos à Reforma protestante. Apesar de apoiar ativamente a luta contra os protestantes, na corte ele defende sempre os interesses familiares contra as outras casas rivais (Guise e Montmorency). Assim que o seu irmão mais novo, Luís, Príncipe de Condé, é detido por ordem pessoal de Francisco II de França, atira-se em lágrimas aos pés do rei para implorar a sua clemência (1560). Muito ligado à religião tradicional, tem, por muito tempo, a esperança de trazer de volta os membros da sua família ao catolicismo. Embora parcialmente, o seu objetivo é atingido com o seu irmão mais velho, o rei de Navarra, e depois, após o Massacre da noite de São Bartolomeu, com os filhos mais novos do príncipe de Condé.
Assíduo na vida de Corte, e dado o seu estatuto de Príncipe de sangue, ele é sempre colocado em primeiro plano nas grandes cerimónias. A sua presença no seio do Conselho Real est un gage de légitimité pour un gouvernement en manque de reconnaissance. Como os outros Bourbon católicos (La Roche-sur-Yon e Montpensier), ele é um familiar da rainha Catarina de Médici. Homem fraco e reputado como de espírito simples, a rainha-mãe gosta de o utilizar, levando-o frequentemente nas suas viagens, nomeadamente para servir de contacto privilegiado com os príncipes revoltados da sua família.
A 18 de agosto de 1572, é ele que celebra o casamento do seu sobrinho, Henrique, rei de Navarra, com a princesa Margarida de Valois na Catedral de Notre-Dame de Paris.
É o primeiro comendador da Ordem do Espírito Santo, com a primeira promoção de 31 de dezembro de 1578.
A 13 de março de 1580, ele sacra   como Arcebispo-Duque de Reims Luís II de Lorena, chamado Cardeal de Guise. No mesmo ano oferece aos Jesuítas o Hôtel de La Rochepot, que viria a albergar a sua casa professa  a que chamaram "Convento dos Grandes Jesuítas".

### O rei Carlos X da Liga
Em 1584, com a morte de Francisco, Duque de Anjou, os membros da Liga consideram o Cardeal como o herdeiro ao trono de França, excluindo da sucessão todos os protestantes.
Em 1588, durante a segunda assembleia dos Estados Gerais de 1588-1589, realizada em Blois, o rei Henrique III de França manda-o prender. Ele é detido primeiro em Tours depois a Fontenay-le-Comte. Após o assassinato de Henrique III em 1589, o duque de Mayenne proclama-o rei de França sob o nome de Carlos X. A 5 de março de 1590, o Parlamento de Paris reconhece-o como legítimo rei de França. Durante esse período em que ele está sempre prisioneiro no castelo de Fontenay, ele envia uma carta ao seu sobrinho, Henrique IV, que o reconhece como rei legítimo.
Morre a 9 de maio de 1590. As suas cinzas reposam no jazigo familiar da igreja de Nossa Senhora da Boa Esperança em Aubevoye, que ele fundara em 1553. O edifício, veio a ser destruído pelo fogo em 1764, e a laje de mármore, que cobria o seu túmulo, foi transferida para a Igreja de São Jorge de Aubevoye, onde se encontra atualmente.
À partir do inicio de 1590, os seus partidários fazer cunhar moeda em seu nome, nomeadamente Écus de ouro, quartos e oitavos de Écus de prata. A divisa latina dessas moedas proclama "Carlos X pela graça de Deus, Rei de França 1595.

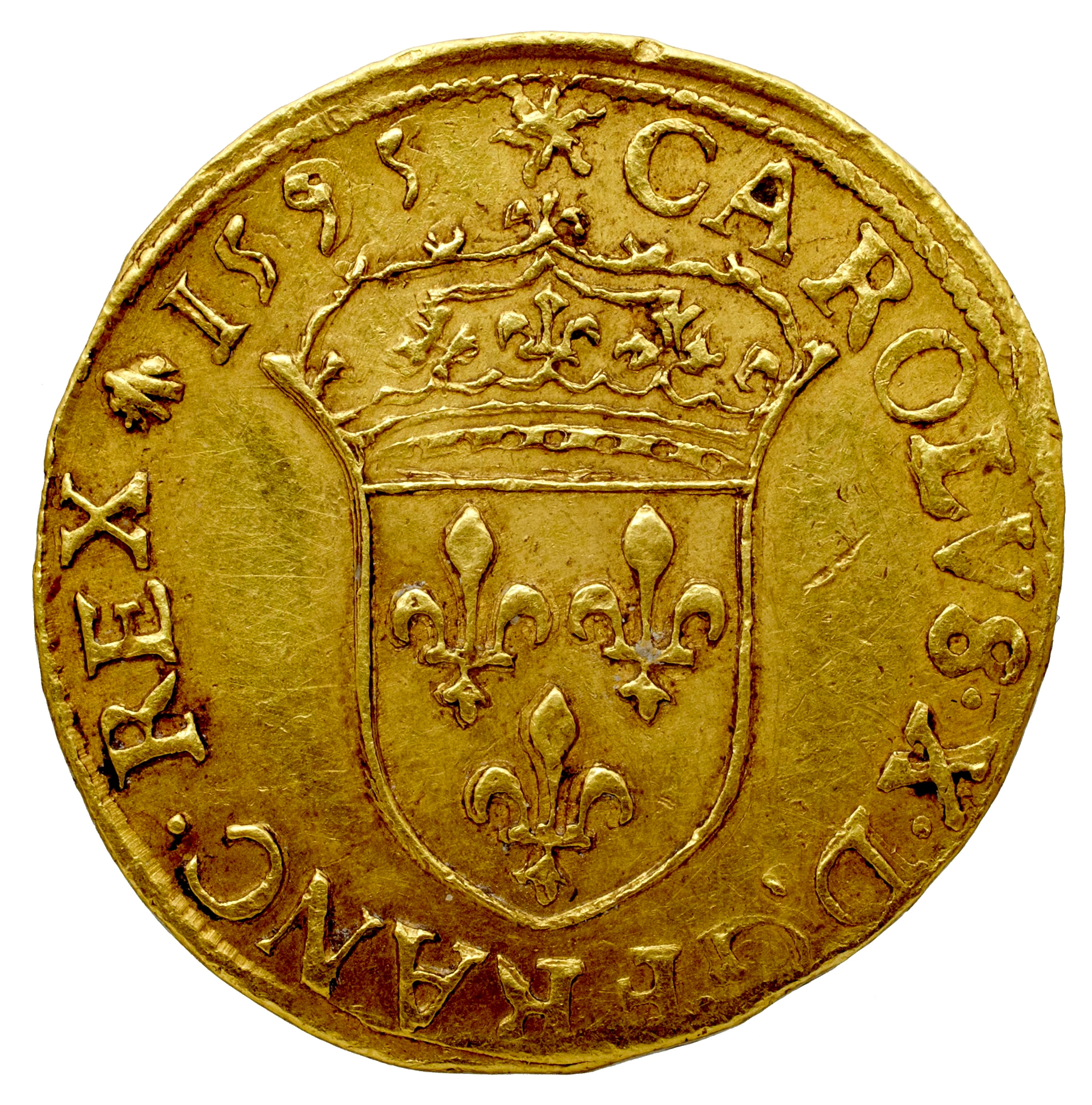
Écu de ouro com Sol cunhado em 1595 no nome de Carlos X
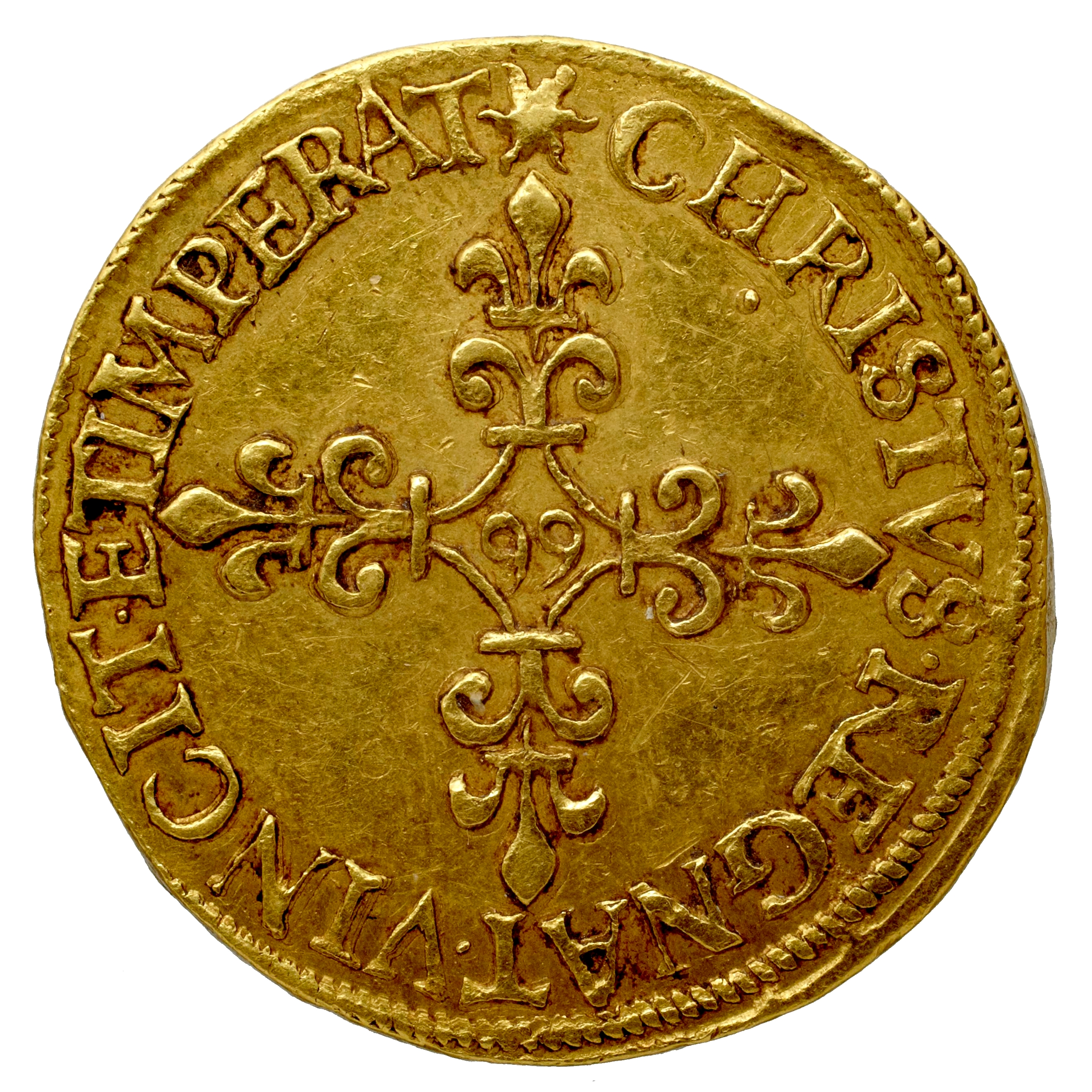
Écu de ouro com Sol cunhado em 1595 - reverso

## Heráldica e divisa
O cardeal usava um brasão de Azure, com três flores de lis de Or, com uma vara em banda de Gules 
Como divisa era usado : em latim: Auctor ego audendi (« Eu garanto a tua audácia »), fórmula pronunciada (no femenino) pela deusa Juno, na Eneida, de Virgilio (Livro XII, Vol. 159). Pode-se também traduzir mais literalmente por : « Sou o autor  daquele que é ousado ».